# كيني هاسبروك
كيني هاسبروك (بالإنجليزية: Kenny Hasbrouck)‏ مواليد 14 أغسطس 1986 في واشنطن العاصمة، هو لاعب كرة سلة أمريكي سابق. بدأ مسيرته الاحترافية في سنة 2010. لعب مع فريق فيرتوس بالاكانسترو بولونيا في ليغا باسكيت الدرجة الأولى كلاعب هجوم خلفي. حمل الرقم 17. يبلغ طوله 6 قدم 3 بوصة (1.9 م).

## المسيرة الاحترافية
لعب مع نادي أليكانتي لكرة السلة في موسم 2010–2011، ثم لعب مع إي دبليو إي باسكتس أولدنبورغ في الدوري الألماني في موسم 2011–2012، ثم لعب مع فيرتوس بالاكانسترو بولونيا في موسم 2012–2013، ثم لعب مع بالاكانسترو كانتو في الدوري الإيطالي في موسم 2015–2016، ثم لعب مع فيرتوس بالاكانسترو بولونيا في سنة 2016.

## روابط خارجية
- كيني هاسبروك على موقع الدوري الإسباني لكرة السلة (الإسبانية)
- كيني هاسبروك على موقع كرة السلة الأوروبية.كوم (الإنجليزية)
- كيني هاسبروك على موقع إي إس بي إن.كوم (الإنجليزية)
- كيني هاسبروك على موقع كلية كرة السلة في سبورتس رفرنس.كوم (الإنجليزية)
- كيني هاسبروك على موقع ريلجم (الإنجليزية)
- كيني هاسبروك على موقع بروبوليرز (الإنجليزية)
- كيني هاسبروك على موقع سبورتس رفرنس (الإنجليزية)
- كيني هاسبروك على موقع سبورتس رفرنس (الإنجليزية)